# باولا فون بريرادوفيتش
باولا فون بريرادوفيتش Paula von Preradović أو باولا مولدن (ولدت في 12 أكتوبر 1887 في فيينا - وماتت في 25 مايو 1951) هي شاعرة وأديبة نمساوية.

## حياتها
هي حفيدة الأديب الكرواتي بيتار بريرادوفيتش Petar Preradović، ولدت في فيينا ثم انتقلت مع والديها وهي لم تزل في عامها الثاني إلى بولا Pula ونشأت هناك. وفي عام 1916 تزوجت من المؤرخ والصحفي إرنست مولدن. وخلال الحرب العالمية الأولى أقامت في كوبنهاغن وعادت في عام 1920 إلى فيينا. وفي مذكراتها التي نشرت للمرة الأولى في عام 1995 وصفت الأيام الأخيرة من الحرب العالمية الثانية. وفي عام 1947 كتبت باولا نصا شعريا بعنوان «أرض الجبال ..أرض النهر» Land der Berge, Land am Strome . وقد صدر قرار من مجلس الوزراء بالموافقة على جعل هذه القصيدة نشيدا اتحاديا رسميا للجمورية النمساوية الثانية التي قامت في عام 1945. وبعد موتها تم دفنها في مقبرة Mirogoj-Friedhof في زاجريب.

## من أعمالها
- الفارس والموت والشيطان (قصائد 1946)
- أساطير الملك 1950
- المذكرات (نشرت في عام 1995)

## روابط خارجية
- باولا فون بريرادوفيتش على موقع ميوزك برينز (الإنجليزية)